# Trinidadmotmot

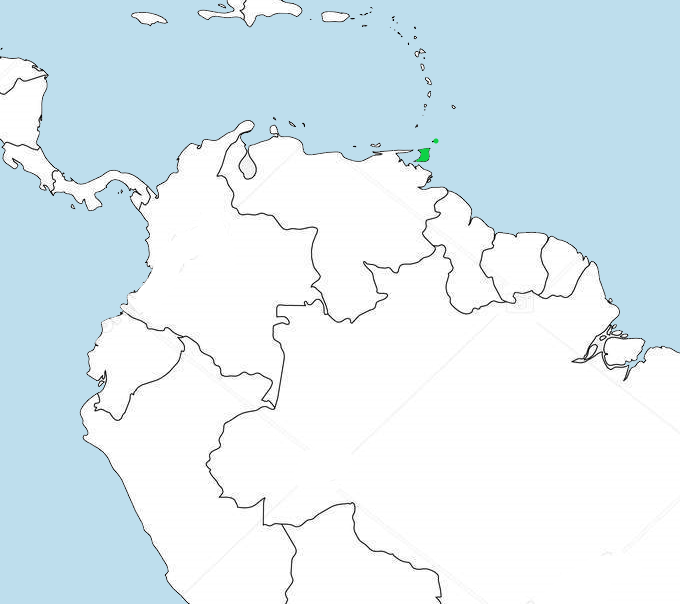
Verbreitungsgebiet des Trinidadmotmots

Der Trinidadmotmot (Momotus bahamensis, Synonym: Prionites Bahamensis) ist eine Vogelart aus der Familie der Sägeracken (Momotidae).
Der Vogel ist endemisch in Trinidad und Tobago.
Die Art war ursprünglich als eigenständig angesehen worden, später wurde sie dann zusammen mit dem Blauscheitelmotmot (Momotus coeruliceps), dem Rötelbauchmotmot (Momotus subrufescens) und dem Hochlandmotmot (Momotus aequatorialis) als Unterarten des breit angelegten, auf Englisch „Blue-crowned Motmot“ genannten Momotus momota sensu lato (im weiteren Sinne), dem jetzigen Amazonasmotmot (Momotus momota)
angesehen und als Momotus momota bahamensis bezeichnet.
Nach einer taxonomischen Revision wurde die Art wieder als selbständig anerkannt.
Der Lebensraum umfasst Wälder, Galeriewald, Sekundärwald und weitere baumbestandene Flächen. Die Art benötigt horizontale Äste als Ansitz und Böschungen zum Nestbau.
Der Artzusatz bezieht sich auf die Bahamas.

## Merkmale
Die Art ist etwa 46 cm groß und wiegt etwa 110 g, ein großer Motmot mit kräftigem, schwarzem Schnabel und langem Schwanz mit verlängerten zentralen Steuerfedern. Auffallend ist die blaue, grüne und rotbraune Fiederung, die türkisblau abgesetzte schwarze Maske und die Schwanzfedern mit an der Basis dunkelblauem Spatel mit breiter schwarzer Spitze. Rücken und Flügel sind grün, der Nacken etwas rotbraun überhaucht. Die Schwanzoberseite ist an der Basis grün in blau übergehend, die Unterseite ist kräftig rotbraun. Scheitel und ein breiter Streifen durch das Auge sind schwarz, eine breite blaue Linie begrenzt die Kopfkappe, an der Stirn hellblau, zum Rücken hin in dunkelblau übergehend. Zusätzlich findet sich ein kurzer schwarzer Strich mittig auf der Brust, breit türkisblau umsäumt. Die Geschlechter unterscheiden sich nicht oder kaum.
Kehle, Brust und Bauch sind dunkel rotbraun, an den Flanken olivgrün überhaucht, auch seitlich an der Brust kann ein Hauch olivgrün zu finden sein. Der Schnabel ist schwarz, die Iris rötlich, Beine und Füße sind grau-braun.
Bei Jungvögeln fehlt noch der schwarze Bruststreifen.
Die Art unterscheidet sich von anderen Arten aus dem aufgespaltenen „Blue-crowned Motmot“-Komplex durch die kräftig rotbraune Färbung der Unterseite und ist insgesamt farbenprächtiger.

## Geografische Variation
Die Art ist monotypisch.

## Stimme
Der Gesang des Männchens wird als ein leiser, tiefer, rufender Ton „whoop“ oder „whoo-hoop“ beschrieben.

## Lebensweise
Die Art ist ein Lauerjäger, Allesfresser, bevorzugt jedoch Insekten wie Gliederfüßer, Käfer, Schaben, Hundertfüßer, Gespenstschrecken und Skorpione, Schnecken werden durch Schlagen auf Steinen als Amboss geöffnet, ebenso Rodriguezus-garmani-Krabben.
Das Nest wird in einem Tunnel in der Uferböschung eines Flusses angelegt, der Tunnel kann bis 4 m lang werden. Das Gelege besteht aus drei weißen Eiern.

## Gefährdungssituation
Der Bestand gilt als „nicht gefährdet“ (Least Concern).